# Neil Borwick
Neil Borwick (* 15. September 1967 in Redcliffe, Queensland) ist ein ehemaliger australischer Tennisspieler.

## Leben
Borwick wurde 1987 Tennisprofi. Als Lucky Loser überstand er 1988 die erste Runde des Grand Prix-Turniers von Bristol. In der Folge spielte er hauptsächlich auf der ATP Challenger Tour und konnte dort im August 1989 in Kuala Lumpur seinen ersten Einzeltitel erringen. Im selben Jahr erreichte er zwei weitere Einzelfinale auf der Challenger-Tour, bei denen er jedoch seine Finalbegegnungen verlor. Erst 1994 konnte er seinen zweiten und gleichzeitig letzten Einzeltitel gewinnen. Erfolgreicher war er als Doppelspieler. Im Laufe seiner Karriere konnte er sechs Turniersiege auf der Challenger-Tour sowie einen Turniersieg auf der ATP World Tour erringen. Seine höchste Notierung in der Tennis-Weltrangliste erreichte er 1993 mit Position 104 im Einzel sowie 1992 mit Position 60 im Doppel.
Sein bestes Einzelergebnis bei einem Grand-Slam-Turnier war das Erreichen der zweiten Runde der Australian Open 1990 und 1993, sowie der zweiten Runde der US Open 1993 durch einen Sieg über Ivan Lendl. In der Doppelkonkurrenz erreichte er 1992 an der Seite von Simon Youl das Achtelfinale von Wimbledon sowie das Viertelfinale der Australian Open und der US Open. Sein bestes Ergebnis im Mixed war eine Zweitrundenteilnahme in Wimbledon 1989.

## Erfolge
| Legende                       |
| Grand Slam                    |
| Tennis Masters Cup            |
| ATP Masters Series            |
| ATP International Series Gold |
| ATP International Series (1)  |
| ATP Challenger Tour (6)       |

### Einzel
| Nr. | Datum | Turnier      | Belag     | Finalgegner        | Ergebnis |
| --- | ----- | ------------ | --------- | ------------------ | -------- |
| 1.  | 1989  | Kuala Lumpur | Hartplatz | Russell Barlow     | 6:3, 6:4 |
| 2.  | 1994  | Adelaide     | Rasen     | Mark Philippoussis | 7:6, 7:6 |

### Doppel
| Nr. | Datum | Turnier      | Belag     | Partner        | Finalgegner                       | Ergebnis      |
| --- | ----- | ------------ | --------- | -------------- | --------------------------------- | ------------- |
| 1.  | 1990  | Turin        | Sand      | David Lewis    | Christer Allgårdh Martin Sinner   | 6:2, 3:6, 6:2 |
| 2.  | 1990  | Salou        | Sand      | David Lewis    | Jimmy Arias Steve DeVries         | 6:3, 5:7, 6:3 |
| 3.  | 1990  | Hongkong     | Hartplatz | Paul Wekesa    | Christian Geyer Christian Saceanu | 6:2, 6:2      |
| 4.  | 1991  | Christchurch | Teppich   | Simon Youl     | Jamie Morgan Sandon Stolle        | 7:5, 7:6      |
| 5.  | 1994  | Jakarta      | Hartplatz | Jonas Björkman | Jorge Lozano Jim Pugh             | 6:4, 6:1      |